# Liliane Lurçat
Liliane Lurçat, née Lipah Kurtz, est une psychologue française, spécialiste des rapports de l'enfant avec la télévision, née le 13 mars 1928 à Jérusalem et morte le 15 mai 2019 dans le 14e arrondissement de Paris.

## Carrière
Docteur en psychologie, élève d'Henri Wallon et ancienne directrice de recherche honoraire au CNRS (psychologie de l'enfant), elle est une spécialiste réputée des problèmes pédagogiques. Elle a été l'initiatrice, à la fin des années 1990, de la controverse sur le pédagogisme en dénonçant la méthode globale d'apprentissage de la lecture et ses conséquences. Elle considère que les méthodes d’apprentissage de la lecture, globale et semi-globale, ont constitué un handicap dans les apprentissages de base, dès l’école primaire.
Spécialiste de la petite enfance, Liliane Lurçat a également été une pionnière dans les études concernant la relation des enfants à la télévision. Dans son ouvrage Le jeune enfant devant les apparences télévisuelles publié en 1984, elle montre notamment comment les jeunes enfants de quatre à six ans s'approprient les messages télévisés.
Son dernier livre, La manipulation des enfants par la télévision et l'ordinateur, élargit sa réflexion en abordant le thème de la manipulation et de l'influence des médias électroniques en général.

## Publications

### Livres
- Une école maternelle : Le rôle du corps, Paris, Stock, 1976, 327 p. (ISBN 978-2-234-00596-9)
- L'enfant et l'espace, Paris, PUF, coll. « Pédagogie d'aujourd'hui », 1976, 207 p. (ISBN 978-2-13-036115-2)
- L'activité graphique à l'école maternelle, Paris, Syros alternatives, coll. « Pédagogie d'aujourd'hui », 1er mai 1979, 149 p. (ISBN 978-2-7101-0242-7)
- À cinq ans, seul avec Goldorak, Paris, Syros la Découverte, 6 octobre 1981, 130 p.  (ISBN 978-2901968566)
- Espace vécu et espace connu à l'école maternelle, Paris, coll. « Science de l'éducation », 1982, 202 p.[6]
- Violence à la télé : L'enfant fasciné, Paris, Editions Sociales Françaises, coll. « Enfance éducation », 1er août 1989, 198 p.
- Le jeune enfant devant les apparences télévisuelles, Paris, Desclée de Brouwer, coll. « Formation », 9 mai 1994, 232 p. (ISBN 978-2-220-03523-9, présentation en ligne)
- La destruction de l'enseignement élémentaire et ses penseurs, Paris, François-Xavier de Guibert, 1998, 241 p. (ISBN 978-2-86839-497-2, présentation en ligne)
- Vers une école totalitaire ? : L'enfance massifiée à l'école et dans la société, Paris, François-Xavier de Guibert, coll. « Société », 29 août 2001, 200 p. (ISBN 978-2-86839-724-9, présentation en ligne)
- La Manipulation des enfants : Nos enfants face à la violence des images, Paris, Éditions du Rocher, coll. « Esprits libres », 16 octobre 2002, 209 p. (ISBN 978-2-268-04355-5)
- Des enfances volées par la télévision : le temps prisonnier, Paris, François-Xavier de Guibert, coll. « Pédagogie - Ecole », 8 avril 2004, 199 p. (ISBN 978-2-268-05038-6, présentation en ligne)
- Pourquoi des illettrés ? : L'Écriture et le langage écrit de l'enfant, Paris, Éditions du Rocher, 7 septembre 2004, 239 p. (ISBN 978-2-268-05038-6)
- Savoir écrire pour savoir lire : l'écriture et le langage écrit de l'enfant, Paris, François-Xavier de Guibert, coll. « Pédagogie - Ecole », 24 avril 2007, 284 p. (ISBN 978-2-7554-0060-1, présentation en ligne)
- La débâcle de l'école : Une tragédie incomprise, Paris, François-Xavier de Guibert, coll. « Société », 20 septembre 2007, 246 p. (ISBN 978-2-7554-0192-9, présentation en ligne)
- La manipulation des enfants : par la télévision et par l'ordinateur, Paris, François-Xavier de Guibert, coll. « Pédagogie - Ecole », 19 juin 2008, 246 p. (ISBN 978-2-7554-0279-7, présentation en ligne)

### Articles
- Liliane Lurçat, « Le pédagogisme facteur d'échec », Philosophie politique, "École et démocratie", P.U.F, no n°10,‎ novembre 1999 (lire en ligne, consulté le 26 juillet 2021)

## Pour approfondir